# Beast Quake
Con il nome di Beast Quake si intende un'azione di football americano avvenuta nel quarto periodo della gara del wild card round dei playoff dell'8 gennaio 2011 tra i New Orleans Saints e i Seattle Seahawks. Con Seattle in vantaggio di quattro punti, il running back dei Seahawks Marshawn Lynch corse per 67 yard superando 9 tentativi di placcaggio e segnando il touchdown che diede alla sua squadra la vittoria per 41-36. Il nome della giocata deriva dal soprannome di Lynch "Beast Mode" e dal conseguente festeggiamento dei tifosi dei Seahawks che fu registrato da un vicino sismografo ("quake" in inglese significa terremoto).

## Antefatti

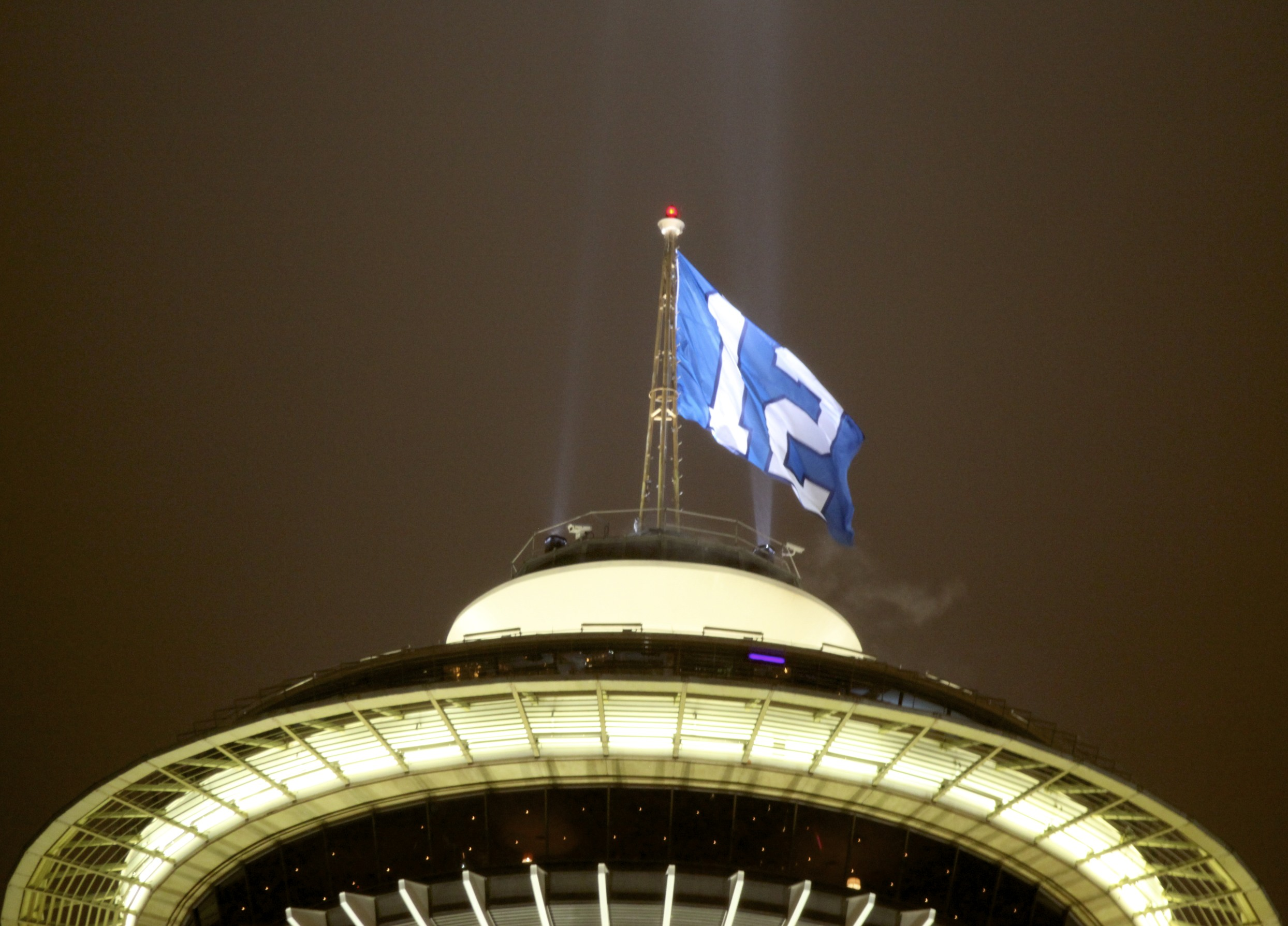
La bandiera del dodicesimo uomo di Seattle sulla cima dello Space Needle il giorno della partita

I Saints giunsero alla partita come quinta testa di serie della NFC. Anche se avevano vinto il Super Bowl XLIV l'anno precedente e avevano terminato la stagione regolare 2010 con un bilancio di 11–5, si erano classificati secondi nella NFC South division dietro agli Atlanta Falcons che avevano terminato con un record di 13-3. Di contro, i Seahawks avevano vinto la NFC West division solamente con un record di 7–9, diventando la prima squadra della storia a qualificarsi per i playoff con più sconfitte che vittorie in una stagione non accorciata per sciopero. Inoltre i Seahawks furono solamente alla posizione 27 su 32 squadre per differenziale tra punti segnati e subiti e trentesimi per differenziale di yard guadagnate e concesse. Le due squadre si erano già incontrate nella settimana 11 della stagione regolare a New Orleans, con i Saints che avevano vinto facilmente, 34–19, portando molti a ipotizzare che la rivincita sarebbe stata ugualmente squilibrata.
Due errori iniziali dei Seahawks consentirono ai Saints di portarsi in vantaggio per 10-0. Prima, Olindo Mare calciò il kickoff di apertura fuori dalle linee laterali, consentendo a New Orleans di partire dalla propria linea delle 40 yard. New Orleans raggiunse la linea delle 8 yard dei Seahawks ma dovette accontentarsi di un field goal di Garrett Hartley dopo che Reggie Bush si lasciò sfuggire un passaggio su una situazione di terzo down che avrebbe consentito al drive di proseguire. Dopo tre giocate del seguente drive dei Seahawks, un passaggio di Matt Hasselbeck passò tra le mani del ricevitore Benjamin Obomanu e finì tra le braccia del defensive back avversario Jabari Greer, che ritornò l'intercetto per 10 yard fino alla linea delle 35 yard di Seattle. New Orleans percorse quelle 35 yard in nove giocate, aiutata da una penalità fischiata a Walter Thurmond per un'interferenza su un passaggio nella end zone. Il drive si chiuse con un passaggio da touchdown da una yard da Drew Brees al fullback Heath Evans, fissando il risultato sul 10-0.
Il fullback di Seattle Michael Robinson ritornò il corto kickoff di Hartley per 18 yard sulla linea delle 43 yard e i Seahawks iniziarono un drive da 57 yard che si concluse con passaggio da touchdown da Hasselbeck al tight end John Carlson da 11 yard. I Saints risposero con Brees che completò 4 passaggi su 5 per 53 yard e un drive da 83 yard che si concluse con una corsa da touchdown da 5 yard di Julius Jones, che era stato svincolato proprio da Seattle in precedenza in quella stagione. Hasselbeck a sua volta guidò i Seahawks a un drive da 70 yard, che vide una ricezione da 39 yard del Cameron Morrah. Nell'azione successiva, Hasselbeck passò il suo secondo touchdown a Carlson, accorciando il punteggio a 17–14. Dopo un punt da entrambe le parti, Jones perse un fumble dopo essere stato placcato da Raheem Brock e il linebacker di Seattle David Hawthorne ritornò il pallone fino alla linea delle 18 yard dei Saints, con Mare che segnò da 29 yard il field goal del pareggio.
Con 1:15 al termine del secondo quarto, Hasselbeck lanciò un touchdown da 45 yard per Brandon Stokley, portando per la prima volta Seattle in vantaggio per 24–17. Tuttavia una ricezione da 40 yard di Devery Henderson aiutò i Saints a giungere sino alla linea delle 3 yard di Seattle dove Hartley segnò il suo secondo field goal, accorciando il punteggio a 24–20 mentre terminava il primo tempo. Questa fu solamente la seconda gara nella storia dei playoff in cui entrambe le squadre segnarono almeno 20 punti dopo i primi due quarti.
I Seahawks aumentarono il loro vantaggio a 31–20 nel drive di apertura del secondo tempo, con Hasselbeck che completò un passaggio da 18 yard per Obomanu e concluse il drive con un touchdown da 38 yard per Mike Williams. In seguito, dopo avere forzato un punt, Mare segnò da 39 yard il field goal del 34-20 con 9:54 al termine del quarto. I Seahawks ebbero la possibilità di salire a tre possessi di vantaggio dopo avere fermato Jones su una situazione di quarto down sulla delle 37 yard dei Saints ma guadagnarono solo poche yard nel successivo drive e una penalità per avere ritardato il gioco su un quarto down gli tolse la possibilità di calciare un field goal.
New Orleans tornò in possesso del pallone sulla propria linea delle 13 yard dopo il punt di Jon Ryan e costruì un drive da 83 yard che si concluse con il secondo touchdown della partita di Jones, fissando il punteggio sul 34–27 con 13:11 al termine della gara. Dopo di ciò, Seattle non concluse nulla nel drive successivo e New Orleans tornò in possesso del pallone sulle proprie 44 yard grazie a un ritorno di punt da 8 yard di Lance Moore. Nella seconda giocata del drive successivo, Brees lanciò un passaggio corto per Jones, che lo portò per 33 yard fino alla linea delle 23 di Seattle. Diverse giocate dopo tuttavia, la difesa di Seattle resistette e bloccò l'attacco avversario sulla propria linea delle 3 yard, con i Saints che si dovettero accontentare del terzo field goal di Hartley che portò il risultato sul 34–30. Dopo uno scambio di punt, Seattle tornò in possesso del pallone a 4:20 dal termine della gara. Nella prima giocata del drive, Lynch fu bloccato senza guadagnare terreno. I Seahawks si trovarono quindi ad affrontare una situazione di secondo down e dieci yard sulla propria linea delle 33 yard, proteggendo un vantaggio di 4 punti a 3:38 dal termine.

## La corsa

Diagramma della corsa

Con la loro formazione tipo in campo, i Seahawks chiamarono la giocata soprannominata "17 Power", una corsa di potenza, per la prima volta nella partita. Seattle si allineò con una "formazione a I", una delle più comuni nel football, con il tight end Carlson sulla sinistra e il fullback Michael Robinson ancora più a sinistra. New Orleans si allineò con la strong safety Roman Harper a fare la guardia sulla linea di scrimmage, mettendo otto difensori nella parte centrale. Hasselbeck fece spostare il wide receiver Ben Obomanu da destra a sinistra. Al momento dello snap la guardia destra di Seattle Mike Gibson fu spinto anch'egli sulla sinistra.
Seattle aveva chiamato un attacco a zona per la maggior parte della partita, ma in questo caso optò per bloccare uomo a uomo. A Carlson fu assegnato di bloccare il linebacker di New Orleans Jo-Lonn Dunbar, mentre al tackle sinistro Russell Okung fu assegnato il defensive end Will Smith e a Obomanu, Harper. La guardia sinistra Tyler Polumbus e il centro Chris Spencer dovevano raddoppiare il defensive tackle Remi Ayodele e, idealmente, spingerlo per arrivare a bloccare il linebacker sul lato debole Scott Shanle. Robinson avrebbe spinto in avanti e avrebbe bloccato il middle linebacker di New Orleans Jonathan Vilma e Gibson sarebbe stato libero di guidare Lynch e occuparsi di qualsiasi difensore non bloccato. Nel frattempo, sul lato destro, il tackle Sean Locklear avrebbe provato a rallentare il defensive tackle Sedrick Ellis e il defensive end Alex Brown sarebbe rimasto non bloccato sull'esterno.
Mentre la giocata si andava sviluppando, New Orleans riuscì a contrastare efficacemente i blocchi avversari. Dunbar spinse indietro Carlson e impedì a Gibson di raggiungere il punto di attacco. Polumbus e Spencer riuscirono a far girare Ayodele ma nessuno dei due riuscì a bloccare e a sfidare Shanle, che riempì il vuoto lasciato. Lynch ricorda: "Ho visto la guardia venire incontro e, nella mia testa, ho pensato di sfruttare un'apertura. Per qualche ragione, però, sono stato spinto in avanti." Invece di correre dietro a Gibson, Lynch corse tra Gibson e Robinson, trovando Shanle non bloccato sulla linea di scrimmage. Se Shanle lo avesse placcato lì, avrebbe limitato il guadagno di Lynch a due yard.
Invece, Lynch sfuggì al placcaggio di Shanle, riuscendo a continuare la corsa malgrado la presa di Ellis e Will Smith. Quando Lynch sbucò dalla linea, Ayodele e la safety dei Saints safety Darren Sharper provarono contemporaneamente a buttarlo a terra ma non vi riuscirono. Jabari Greer in seguito raggiunse Lynch da dietro e provò ad afferrarlo ma non riuscì a mantenere la presa. Lynch si diresse così verso la linea laterale destra, inseguito da Tracy Porter, che fu spinto a terra con una bracciata da Lynch. Brown tentò allora di raggiungere le caviglie di Lynch ma arrivò con un attimo di ritardo. Alla fine Harper, che era stato bloccato da Polumbus, tentò un ultimo placcaggio volante sulla linea delle 5 yard. Mentre stava già festeggiando, Lynch diede la schiena alla end zone, con il braccio destro che teneva il pallone e con il sinistro si afferrò l'inguine, segnando il touchdown.

## Eventi successivi
Con 1:52 al termine, Brees rispose con un passaggio da touchdown da 6 yard per Henderson, ma il tentativo di conversione da due punti fallì e il risultato rimase di 41–36. In seguito Carlson sigillò la vittoria recuperando il tentativo di onside kick di Hartley, consentendo a Seattle di fare esaurire il tempo sul cronometro.
Brees concluse con 39 passaggi completati su 60 tentativi per 404 yard e 2 touchdown. Quei 39 passaggi completati furono un record NFL per i playoff. Jones, che era diventato il primo giocatore della storia a segnare un touchdown nei playoff contro la squadra che lo aveva svincolato nella stagione regolare, corse per 59 yard e 2 touchdown, oltre a ricevere 6 passaggi per 61 yard. Hasselbeck completò 22 passaggi su 35 per 271 yard, con 4 touchdown e un intercetto. Lynch corse 131 yard e un touchdown per Seattle, nonostante non avesse superato le 100 yard corse in nessuna gara della stagione regolare quell'anno.
Con la vittoria, non solo i Seahawks migliorarono il proprio record di 7–9, ma divennero la prima formazione con un record di vittorie sotto il 50% a vincere una gara di playoff e a eliminare i campioni in carica. La giocata fu anche strumentale nel far risorgere la carriera di Lynch, che era stato scambiato a metà stagione dai Buffalo Bills, dove aveva faticato negli anni precedenti. Lynch corse oltre 1.000 in tutte le successive quattro stagioni, culminate con la partecipazione a due Super Bowl consecutivi, vincendone uno. Ad ogni modo, i Seahawks furono eliminati la settimana successiva per 35-24 dai Chicago Bears, testa di serie numero 2 della NFC.
Fu determinato in seguito che l'attività della folla e il rumore durante il touchdown della vittoria di Lynch furono così grandi che nella vicina stazione del Pacific Northwest Seismic Network fu localizzato un piccolo terremoto di magnitudine 2 nella zona del Qwest Field. Con la vittoria, i Seahawks conclusero con un record di 6-3 quell'anno tra le mura amiche.
Nel 2012 la NFL rivelò che i Saints avevano messo delle taglie su diversi giocatori dei Seahawks durante questa partita, inclusi Hasselbeck, Lynch e Williams.

### Beast Mode 2.0
Durante una partita del 2014 contro gli Arizona Cardinals in trasferta, Lynch fece un'azione simile, eludendo diversi tentativi di placcaggio e segnando un touchdown dopo una corsa da 79 yard, la più lunga della carriera.

## Formazioni titolari
| New Orleans      | Ruolo   | Ruolo   | Seattle         |
| Attacco          | Attacco | Attacco | Attacco         |
| ---------------- | ------- | ------- | --------------- |
| Marques Colston  | WR      | WR      | Mike Williams   |
| Jermon Bushrod   | LT      | LT      | Russell Okung   |
| Carl Nicks       | LG      | LG      | Tyler Polumbus  |
| Jonathan Goodwin | C       | C       | Chris Spencer   |
| Jahri Evans      | RG      | RG      | Mike Gibson     |
| Jon Stinchcomb   | RT      | RT      | Sean Locklear   |
| Devery Henderson | WR      | WR      | Ben Obomanu     |
| David Thomas     | WR      | WR      | Brandon Stokley |
| Drew Brees       | QB      | QB      | Matt Hasselbeck |
| Jeremy Shockey   | TE      | WR      | Ruvell Martin   |
| Reggie Bush      | RB      | WR      | Golden Tate     |
| Difesa           |         |         |                 |
| Alex Brown       | LDE     | LDE     | Chris Clemons   |
| Sedrick Ellis    | DT      | LDT     | Brandon Mebane  |
| Will Smith       | RDE     | RDT     | Colin Cole      |
| Scott Shanle     | WLB     | RDE     | Kentwan Balmer  |
| Jonathan Vilma   | MLB     | OLB     | David Hawthorne |
| Marvin Mitchell  | LB      | MLB     | Lofa Tatupu     |
| Patrick Robison  | CB      | OLB     | Aaron Curry     |
| Jabari Greer     | LCB     | LCB     | Marcus Trufant  |
| Roman Harper     | SS      | SS      | Lawyer Milloy   |
| Darren Sharper   | FS      | FS      | Earl Thomas     |
| Tracy Porter     | RCB     | RCB     | Kelly Jennings  |